# Elecciones federales de Alemania de noviembre de 1932
Las octavas elecciones parlamentarias de la República de Weimar tuvieron lugar el 6 de noviembre de 1932, con el propósito de elegir a los miembros del VIII Reichstag. Estas elecciones fueron adelantadas después de que el canciller Franz von Papen disolviera el Parlamento por segunda vez. El Partido Nazi continuó siendo la primera fuerza política de Alemania, pero perdió 34 escaños, quedando más lejos de alcanzar la mayoría absoluta; por detrás, a una distancia considerable, se situó el Partido Socialdemócrata (SPD), que también sufrió una merma de su grupo parlamentario con 12 escaños menos, mientras que en tercer lugar se situó el Partido Comunista (KPD), que aumentó tanto sus votos como sus escaños respecto a los anteriores comicios. Estas serían las últimas elecciones democráticas alemanas, ya que las elecciones parlamentarias de marzo de 1933 serían realizadas bajo una atmósfera de represión e intimidación por parte del nuevo Gobierno nazi.

## Antecedentes
Después de que Hitler se negara a cooperar con el gobierno del canciller Franz von Papen, el Partido Nazi pasó a formar parte de la oposición. Los nazis lograron hacer creer a Papen que pensaban formar una coalición con los católicos centristas, y el canciller disolvió el Parlamento el primer día de sesiones, el 12 de septiembre de 1932. Antes de ser disuelto, los parlamentarios nazis apoyaron una moción de censura contra Papen, iniciada por los comunistas, lo que sería mal visto por sus simpatizantes.
Como fecha para nuevas elecciones Papen eligió el 6 de noviembre, ya que pensaba que para aquel entonces sus medidas económicas habrían tenido un efecto positivo en la población. El canciller Papen en realidad había preferido reformar la constitución a la fuerza, añadiendo una segunda legislatura, una cámara alta, y eliminando el voto equitativo, otorgando un voto extra a cada cabeza de familia, pero el general Kurt von Schleicher evitó que lo intentara.

## Campaña
La idea de nuevas elecciones no agradó a algunos líderes nazis, entre los que destacaba Gregor Strasser y Wilhelm Frick, que conocían la difícil situación económica de su partido después de haber realizado tres campañas electorales ese año sin haber obtenido el poder.
Un poco antes de las elecciones, los nazis apoyaron una huelga de transportistas en Berlín, iniciada por los comunistas. Schleicher declaró que si estas dos fuerzas radicales se unían, el Ejército no sería capaz de contenerlo, y se esparció el rumor de la aparición del "bolchevismo marrón", en alusión a los camisas pardas. Los recursos financieros que necesitaban los nazis fueron más escasos desde entonces, y los grandes hombres de negocios se pasaron al bando de Papen e Hindenburg. Joseph Goebbels escribió en su diario el 15 de octubre:

El dinero es extraordinariamente difícil de conseguir. Todos los caballeros con 'Propiedad y Educación' están apoyando al gobierno.

El 1 de noviembre añadió:

Carecemos de los recursos para llevar a cabo una gran campaña. Muchos círculos burgueses se han asustado por nuestra participación en la huelga. Incluso muchos de nuestros camaradas están empezando a tener dudas.

En efecto, desde que Hitler se hubiera negado a cooperar con el gobierno escogido a dedo por el presidente Paul von Hindenburg, muchos magnates industriales y financieros habían mostrado desconfianza en los nazis, a los que empezaban a ver como radicales capaces de cooperar hasta con los comunistas para lograr sus objetivos.

## Resultados
El 6 de noviembre de 1932 se realizaron las elecciones parlamentarias.
|  | 33.09 % |

|  | 21.58 % |

|  | 16.86 % |

|  | 11.93 % |

|  | 8.34 % |

|  | 3.09 % |

|  | 1.86 % |

|  | 1.14 % |

|  | 0.42 % |

|  | 0.95 % |

|  | 0.30 % |

|  | 0.31 % |

|  | 0.18 % |

|  | 0.17 % |

|  | 0.17 % |

|  | 0.13 % |

|  | 0.13 % |

|  | 0.13 % |

|  | 0.09 % |

|  | 0.08 % |

|  | 0.04 % |

|  | 0.03 % |

|  | 0.03 % |

|  | 0.10 % |

|  | 99.19 % |

|  | 0.81 % |

|  | 100.00 % |

|  | 80.58 % |

### Resumen de resultados
| \| Voto popular \| Voto popular \| Voto popular \| Voto popular \| Voto popular \| \| ------------ \| ------------ \| ------------ \| ------------ \| ------------ \| \| \| \| \| \| \| \| NSDAP \| NSDAP \| \| 33.09 % \| 33.09 % \| \| SPD \| SPD \| \| 20.43 % \| 20.43 % \| \| KPD \| KPD \| \| 16.86 % \| 16.86 % \| \| Zentrum \| Zentrum \| \| 11.93 % \| 11.93 % \| \| DNVP \| DNVP \| \| 8.34 % \| 8.34 % \| \| BVP \| BVP \| \| 3.09 % \| 3.09 % \| \| DVP \| DVP \| \| 1.86 % \| 1.86 % \| \| CSVD \| CSVD \| \| 1.14 % \| 1.14 % \| \| Otros \| Otros \| \| 3.24 % \| 3.24 % \| |         |  |         |         |
| Voto popular |         |  |         |         |
| |         |  |         |         |
| NSDAP | NSDAP   |  | 33.09 % | 33.09 % |
| SPD | SPD     |  | 20.43 % | 20.43 % |
| KPD | KPD     |  | 16.86 % | 16.86 % |
| Zentrum | Zentrum |  | 11.93 % | 11.93 % |
| DNVP | DNVP    |  | 8.34 %  | 8.34 %  |
| BVP | BVP     |  | 3.09 %  | 3.09 %  |
| DVP | DVP     |  | 1.86 %  | 1.86 %  |
| CSVD | CSVD    |  | 1.14 %  | 1.14 %  |
| Otros | Otros   |  | 3.24 %  | 3.24 %  |

### Resumen de asientos
| \| Asientos \| Asientos \| Asientos \| Asientos \| Asientos \| \| -------- \| -------- \| -------- \| -------- \| -------- \| \| \| \| \| \| \| \| NSDAP \| NSDAP \| \| 33.56 % \| 33.56 % \| \| SPD \| SPD \| \| 20.71 % \| 20.71 % \| \| KPD \| KPD \| \| 17.12 % \| 17.12 % \| \| Zentrum \| Zentrum \| \| 11.98 % \| 11.98 % \| \| DNVP \| DNVP \| \| 8.73 % \| 8.73 % \| \| BVP \| BVP \| \| 3.42 % \| 3.42 % \| \| DVP \| DVP \| \| 1.88 % \| 1.88 % \| \| CSVD \| CSVD \| \| 0.85 % \| 0.85 % \| \| Otros \| Otros \| \| 1.71 % \| 1.71 % \| |         |  |         |         |
| Asientos |         |  |         |         |
| |         |  |         |         |
| NSDAP | NSDAP   |  | 33.56 % | 33.56 % |
| SPD | SPD     |  | 20.71 % | 20.71 % |
| KPD | KPD     |  | 17.12 % | 17.12 % |
| Zentrum | Zentrum |  | 11.98 % | 11.98 % |
| DNVP | DNVP    |  | 8.73 %  | 8.73 %  |
| BVP | BVP     |  | 3.42 %  | 3.42 %  |
| DVP | DVP     |  | 1.88 %  | 1.88 %  |
| CSVD | CSVD    |  | 0.85 %  | 0.85 %  |
| Otros | Otros   |  | 1.71 %  | 1.71 %  |

## Consecuencias
Como Strasser había previsto, las nuevas elecciones sólo sirvieron para hacer más débil la posición de los nazis. El Partido Nazi perdió dos millones de votos, de los cuales la mitad fueron a parar al Partido Popular Nacional Alemán (DNVP). Los socialdemócratas también perdieron unos 750 mil votantes, el mismo número de votantes que los comunistas ganaron en esta elección.
El bando de Strasser en el Partido Nazi ganó más confianza, y éste llegó a declarar que Hitler debía renunciar a la idea de ser canciller. Strasser concluyó que ahora ni siquiera con la ayuda del Centro católico podían obtener la mayoría en el Parlamento. Por otro lado, el canciller Papen había demostrado ser incapaz de alcanzar mayoría parlamentaria, siendo apoyado únicamente por los nacionalistas de Alfred Hugenberg, y Schleicher lo presionó para que renunciara.
El 18 de noviembre, Hindenburg llamó a Hitler, ya que era costumbre que al dejar sus funciones el canciller, el presidente llamara al líder del partido más votado. Esta conversación fue más calmada que la del 13 de agosto, y después de que Hindenburg solicitara el nombramiento de los ministros de Asuntos Exteriores y de Defensa, también solicitó mayoría parlamentaria. Esta última solicitud no podía ser cumplida por Hitler, y le recordó a Hindenburg que si él era capaz de obtenerla debía tener libertad total a la hora de formar su gobierno. Sin embargo, aunque los centristas se mostraron dispuestos a formar un gobierno con los nazis, los nacionalistas de Hugenberg se negaron, y Hitler le comunicó al presidente que no pudo obtener la mayoría parlamentaria.
Poco después, Schleicher contactó a Strasser, y le sugirió que presentara a Hitler la idea formar parte de un gobierno donde él, Schleicher, fuera canciller. Hitler se reunió con Goebbels, Frick, Strasser y Göring el 1 de diciembre, y al final se decidió rechazar esta propuesta. Al mismo tiempo, Schleicher logró convencer al presidente que él sería capaz de separar a Strasser y a unos 60 diputados nazis de Hitler, y que con los socialdemócratas y los partidos de la clase media formaría un gobierno.
El 2 de diciembre, el general Schleicher fue nombrado canciller, y aunque logró separar a Strasser de Hitler, no logró que nadie lo siguiese, fracasando su plan para obtener la mayoría parlamentaria.